# Синагога Шнеєрсона
Синагога Шнеєрсона – синагога ХаБаДу у м. Ніжин Чернігівської області. Одноповерхова цегляна споруда синагоги була побудована близько 1850-1860-х роках; згідно з наказом Міністерства культури України від 21.12.2012 – пам’ятка архітектури України. Розташована на вулиці Московська, 22.
Первинна назва синагоги – Молитовний дім імені Шнеєрсона, котрий пов’язаний з хасидським родом Шнеєрсонів, відомих у Ніжині та поза його межами.
На середину ХІХ ст. єврейська громада Ніжина була достатньо чисельною, про що свідчить наявність кількох дерев’яних та цегляної синагог.  В цей же період продовжується активна забудова важливих вулиць, в тому числі, і сьогоднішньої вулиці Московської, на якій постала синагога Шнеєрсона. Її спорудження пов’язують із Ісраелем Ноахом Шнеєрсоном (1816-1883), котрий на той час був головним рабином Ніжина.
У 1880-ті роки єврейська громада Ніжина переживає хвилю погромів, що пройшли по всій смузі осілості. До Першої Світової війни кількість єврейського населення Ніжина не перевищувала 10 тисяч осіб.
Протягом 1918  – 1919 років відбулися погроми за участю окремих українських військовиків[джерело?] та Добровольчої армії генерала Денікіна. У 1920-ті роки діяльність синагоги Шнеєрсона була відновлена. В ході радянської антирелігійної кампанії, у 1928 році синагога була зачинена.
Станом на 2019 рік синагога використовується не за призначенням, в ній розташований Ніжинське районне управління МВС України.